# 思秀法
思秀法（Hso Siu Hpa；—1378年），又作思洪法（Hso Hom Hpa）:60，缅甸史籍《兴威编年史》和中国史籍《百夷传》作台扁（Tai Pem），《滇考》作台遍。麓川君主，思可法长孙、思并法之子，思氏王朝第三代君主（另说第四代）。

## 生平
1377年，思并法去世，麓川王位由思并法之子思秀法继承。思秀法在执政期内不得民心，遭百姓官员咒骂:60。1378年，思秀法的叔父思戛法一怒之下杀死思秀法，篡夺麓川君位。

### 其它记载
《嘿勐咕勐》记载，思并法去世后，王位本来将由长子思秀法继承，但是被叔父思戛法篡位，思秀法流亡缅甸。思戛法统治残暴，在位八个月暴卒，麓川大臣迎接思秀法回国继承王位，思秀法去世于1384年，其子思瓦法继承王位:88-89。
《兴威编年史》记载，思秀法是一个暴君，因残暴统治而被人民所杀，随后一段时间麓川由大臣管理，直到大臣前往中国永昌府找回思可法之子思伦法。
《孟定土司源流》和《麓川思氏谱牒》记载，思秀法继位后，认为达本城（思可法建立的都城）地方狭小，于是率领臣民前往“勐谢”开辟新都城，“勐谢”疑为今腾冲一带。思秀法在位16年或17年后去世，其子思的法继承王位。
英国学者内伊·埃里亚斯根据印度阿萨姆和缅甸的文献整理出《上缅甸和云南西部掸族历史概述》一书，当中记载思秀法（Tai-Peng，即台扁）于1282年继位，在位3年。书中还记载台扁又名召坎法（Chau-Kam-pha）:27。